# Wincenty Roch Karczewski
Wincenty Roch Karczewski herbu Jasieńczyk, krypt.: W. K.; W. K.***; W. R. K., (ur. 1757, zm. 11 stycznia 1817 w Warszawie) – polski filozof, pisarz i tłumacz.

## Życiorys
Urodził się w roku 1757 jako syn Jana. Począwszy od roku 1769 studiował w Akademii Krakowskiej, gdzie zdobył tytuł doktora filozofii (1775) oraz obojga prawa (1776). Wkrótce potem nauczał w Szkole Głównej Koronnej. Początkowo wykładał tam prawo (rok szkolny 1781/1782). Rok później (1782/1783) nauczał matematyki i logiki. Równocześnie (do roku 1785) pełnił funkcję nauczyciela krakowskich Szkół Przygłównych. Z powodu okazywanego otwarcie uwielbienia dla twórczości Locke’a, Voltaire’a i Condillaca, jak i gorszącej przyjaźni z Jackiem Przybylskim, zmuszony został do opuszczenia szkół krakowskich. W roku 1786 wyjechał na krótko do Grzybowa, gdzie pracował jako nauczyciel domowy Magdaleny Przybylskiej (siostry przyjaciela). Kilka miesięcy później powrócił już na stałe do Warszawy. Tutaj przez lat 30 zajmował się edukacją prywatną w najznakomitszych domach polskich, ucząc m.in.: młodych Grabowskich na dworze króla Stanisława Augusta, Małachowskich, Ostrowskich, Karnkowskich i Łąckich). Jednocześnie jako tłumacz i autor nawiązał dłuższą współpracę z warszawskimi oficynami wydawniczymi (m.in.: P. Dufour, P. Zawadzki).
Zmarł w wieku 60 lat (11 stycznia 1817) w Warszawie.

## Twórczość

### Dzieła i utwory
1. Prospekt na dzieło pod tytułem: O prawach fizycznych i moralnych świata, czyli prawdziwe systema natury, z dzieł francuskich zebrane przez..., w Akademii Krakowskiej filozofii doktora, brak miejsca wydania (1791), fragmenty przedr. Z. Florczak, L. Pszczołowska w: Ludzie Oświecenia o języku i stylu t. 2, Warszawa 1958
2. O prawach fizycznych i moralnych świata, czyli prawdziwe systema natury, z dzieł francuskich zebrane przez..., w Akademii Krakowskiej filozofii doktora t. 1-5, Warszawa 1791-1793, fragmenty przedr. Z. Florczak, L. Pszczołowska w: Ludzie Oświecenia o języku i stylu t. 2, Warszawa 1958; w t. 1 dedykowanym dla Antoniego Okęckiego; na s. LXIX-LXXXI: Słownik neologizmów filozoficznych; dzieło oparte głównie na pracach: A.H. Paulian: Véritable système de la nature (1788) i N.S. Bergier: Examen du matérialisme ou réfutation du système de la nature (1771)
3. Treść prawdy, wiecznej wiary i obyczajności, z Pisma Bożego ku powszechnemu pożytkowi wyjęta, Warszawa 1793[1], (z dedykacją dla K.H. Szembeka; data druku według Estreichera: 1795).

### Przekłady
1. (L. Mayeul de Chaudon): Dopełnienie Dykcjonarza historycznego, albo historii skróconej wszystkich ludzi, którzy się wsławili cnotą, mądrością, rozumem, przemysłem, męstwem, wynalazkiem, błędami etc. od początku świata aż do naszych czasów, po francusku od towarzystwa uczonych ludzi ułożone, a z francuskiego na polski język, podług najnowszej edycji  w Kaen, Rotomagu i Paryżu r. 1783, przez..., dawnego w Akademii Krakowskiej filozofii doktora i profesora przełożone, przydatkami zaszłych odmian i wielu artykułów nowych powiększone t. 8, cz. 1-2, Warszawa 1787-1788, (t. 1-7 Dykcjonarza... przekładał J.I. Boelcke)
2. (P.F. Nicolas, Demarque, Laservole): Dykcjonarz powszechny medyki, chirurgii i sztuki hodowania bydląt, czyli lekarz wiejski... Dzieło przystosowane przez towarzystwo lekarzów francuskich. Na język polski przełożone i wielu ważnymi dodatkami powiększone przez W. K.***, dawnego w Akademii Krakowskiej filozofii doktora i profesora t. 1-9, Warszawa 1788-1793; w t. 8 na s. 461-483: Tablica polsko-łacińska chorób najpospolitszych, (rozwiązanie kryptonimu tłumacza za S. Kośmińskim; uzasadnia je także E. Aleksandrowska)
3. G. Filangieri: Nauka prawodawctwa. Przez Kawalera Kajetana Filangieri napisana po włosku, tłumaczenia... t. 1-8, Warszawa 1791-1793 (wyd. kosztem i nakładem tłumacza); z dedykacją dla Tomasza Adama Ostrowskiego
4. (Ch. Sturm): Rok fizyczno-moralny, czyli uwagi nad dziełami Boga, w porządku natury i Opatrzności uważanymi. Na każdy dzień roku rozłożone t. 1-4 (nr 1-12), Warszawa 1792 (I-III) – 1793 (IV–XII); dedykowane Bonie ze Świdzińskich Granowskiej i Marii ze Świdzińskich Lanckorońskiej; tłumaczenie ukazywało się w formie periodyku (miesięcznika łączonego kwartalnie w tom) – porównaj ogłoszenia P. Zawadzkiego, "Korespondent Krajowy i Zagraniczny" 1793 nr 1-12, 19, 25, 36, 51
5. P.J. Buchoz: Krótka wiadomość o kawie, o jej własnościach i skutkach na zdrowie ludzkie spływających, przez P. Buchoz medycyny doktora po francusku napisana, a teraz na polski język przełożona, Kraków 1795; tłumacz podpisany w przedmowie krypt. W. K.; kryptonim rozwiązuje Estreicher XVIII (1894), 419
6. Prawo natury wyłuszczone i wydoskonalone prawem Ewangelii, części dwoje, z francuskiego, przekładania W.R.K. w Warszawie 1798: rękopis: Biblioteka Jagiellońska sygn. 134 (cz. 1, z "imprimatur" cenzury duchownej, dat. 16 sierpnia 1798)
7. (Lalourcey): Nowy Buffon dla młodzieży, czyli treść początkowa historii naturalnej, z 130 figurami, z francuskiego tłumaczenie... t. 1-4, Warszawa 1806
8. Ch.F. L'Homond: Nauka chrześcijańska podzielona na czytania duchowne, w których wykładają się dowody religii, prawdy do wiary i obyczajów należące tudzież sakramenta święte i modlitwa, dla użytku domów wychowania publicznego i rodzin chrześcijańskich napisana w języku francuskim przez X. L'Homond. Przekład pośmiertny Wojciecha(!) Rocha... filozofii doktora, przejrzany i wydany przez Modesta Watta Kosickiego filozofii doktora cz. 1-3, Warszawa 1826; wyd. 2 Warszawa 1829.

### Prace edytorskie
1. Popis roczny z nauk: moralnej, prawa i historii, przez cztery klasy w Szkołach Większych Krakowskich dawanych. Pod dozorem... 1782, rękopis: Ossolineum sygn. 202, 410; fragmenty ogł. J. Kolasa, "Ze skarbca kultury" 1952 zeszyt 1
2. Popis roczny z arytmetyki, algebry początkowej, geometrii... Pod dozorem... w Szkołach Wydziałowych Krakowskich... odprawiony, brak miejsca wydania (po 9 lipca 1783).

### Listy
1. Do Jacka Przybylskiego, rękopis: Biblioteka Jagiellońska sygn. 148, t. 1; list z 15 kwietnia 1791 ogł. J. Dihm, "Biuletyn Miesięczny Biblioteki Jagiellońskiej" 1953 nr 5.

## Wybrane opracowania nt. Karczewskiego
1. Decus litterarium eruditi sudoris pretio XI.VV.DD. in A.A.L.L. et philosophia licentiatorum...: Kraków 1777
2. J. Muczkowski: Statuta nec non liber promotionum philosophorum ordinis in Universitate studiorum Jagellonica ab anno 1402 ad annum 1849, Kraków 1849
3. F.M. Sobieszczański: "Encyklopedia powszechna" Orgelbranda, t. 14 (1863)
4. "Encyklopedia kościelna" Nowodworskiego: t. 10 (1877)
5. S. Kośmiński: Słownik lekarzów polskich, Warszawa 1888, s. 104
6. "Wielka encyklopedia powszechna ilustrowana": t. 33/34 (1903)
7. M. Szyjkowski: Génie du christianisme a prądy umysłowe w Polsce porozbiorowej, Lwów 1908, s. 69-71, 75
8. M. Straszewski: Dzieje filozoficznej myśli polskiej w okresie porozbiorowym t. 1, Kraków 1912
9. M. Szyjkowski: Myśl Jana Jakuba Rousseau w Polsce XVIII w., Kraków 1913
10. M. Smolarski: Studia nad Wolterem w Polsce, Lwów 1918.